# 佳香
佳香（よしか、1971年8月14日 -）は、日本の女優。静岡県出身。東京都在住。
エニー・プロダクション所属。

## 主な出演
【舞台】
- 静岡ミュージカルカンパニー・シャイン公演
- 「サクセス」主演キャシー役出演
- 劇団ダサイクル「この世の果てまで」

【ドラマ】
- NHK BSプレミアムドラマ「ある日、アヒルバス」
- NHK BSプレミアムドラマ「クロスロード」

【MV】
- 「お前しかいねぇ」遊助truing RED RICE（from湘南乃風）

【ＣＭ】
- 「県PRコマーシャル」CMソングにて出演
- 「こっこ」CMソングにて出演
- 「マシュマロ断熱TVCM」実ファミリーにて出演
- 「NEC TVCM」OL役
- 「新日本製薬ヨクイニン錠」出演

【広告】
- 「コスモ石油チラシメインモデル」
- 「静岡リビング新聞パブリックモデル」
- 「伊東温泉かめやチラシメインモデル」
- 「富士フイルムパンフレットモデル」実ファミリーにて出演
- 「サークルKサンクス」　Video出演

【映画】
- 劇場版映画「パラダイスキス」
- 「こち亀ムービー」「カラスの親指」
- Ｖシネマ「ヤンキー女子高生」友紀子役
- ゆうばり映画祭正式出品作品「神様、パン買ってこい！」
- 「歌舞伎町はいすくーる」
- 「夫婦喧嘩は猫も食べない」大鶴義丹監督作品
- SHORT MOVE CRASH「STAND ALONE」駿河太郎主演作品

【WEB】
- エーザイの美チョコラ

【その他】
- ミスセブンティーン東海地区代表
- オペラッタ「金のガチョウ」「マッチ売りの少女」
- 「どろんこ」主役公演
- ヤマハ　ティーンズフェスティバル予選
- 「ベストボーカル賞」「パフォーマンス賞」
- 広告代理店「エイエイピー」勤務の際イベントMC、司会、ナレーションなど経験あり